# Pedreiras de Belo Horizonte
As pedreiras de Belo Horizonte foram pontos de extração de pedras para a construção da nova capital. Com o declínio da exploração ou a sua desativação, a maior parte delas foi ocupada com a formação de conhecidas favelas da cidade.  São cinco as principais pedreiras utilizadas nas obras da capital de Minas Gerais e que hoje representam importantes referenciais da memória local: Acaba Mundo, Carapuça, Lagoinha, Morro das Pedras e Pedreira Prado Lopes.

## Importância das pedreiras para a nova capital
Segundo a Comissão Construtora da Nova Capital (CCNC), pedreiras eram caracterizadas como qualquer extração em que “toda rocha [...] não puder ser facilmente extraída e carregada sem o emprego de mina ou de fogo, ou de cunha de ferro para ser partida”. A CCNC estudou os locais onde pudessem ser extraídos os materiais para as construções dos prédios públicos e das residências na nova capital, além de instalação de calçadas e meios-fios.

Depois de selecionados os locais das pedreiras, a Comissão Construtora arrendou os terrenos. Os arrendatários eram escolhidos entre empreiteiros que faziam ofertas à Comissão Construtora e os membros do órgão escolhiam a melhor proposta e concediam provisoriamente as terras. Em um documento pertencente ao acervo do Arquivo Público da Cidade de Belo Horizonte é possível localizar uma carta de oferta dos empreiteiros Thomas Gomes e José Serra para arrendar a pedreira do Carapuça para fazer fornecimento de pedras. Os empreiteiros assim escreveram para a Comissão Construtora:
“Thomas Gomes e José Serra//Propõem-se a arrendar a pedreira do/ Carapuça sob as seguintes condições;//A fazer o fornecimento de pedra de que/ precisar a Commissão mediante a quantia/ de 10$500 (dez mil e quinientos) por metro cubico. //A Comissão fornecerá as ferramentas/ existentes na pedreira descontando cer-/ta porcentagem, mensalmente, até co-/brir o valor reconhecido dellas.//A machina encostará os carros na/ pedreira, e a pedra sera carregada/ pelos arrendatários.//A Commissão cederá, por alluguel, a/ casa da Rua de Sabará nº 213 para for-/necimento do pessoal. //Bello-Horizonte, 19 de fevereiro de 1896./ Thomas Gomes/ José Serra.”
Porém, o comércio de extração não começou da melhor forma em Belo Horizonte. Os materiais iniciais vinham do Rio de Janeiro. No livro “Memória Histórica e descritiva – História Média de Belo Horizonte” o autor, Abílio Barreto, escreve que as pedreiras eram mal exploradas e não conseguiam retirar todo o material necessário em tempo hábil para a construção dos edifícios de Belo Horizonte.

## Os ramais férreos
Para facilitar a chegada dos materiais no centro de Belo Horizonte, a Comissão Construtora começou a planejar a construção de ramais férreos ligando as pedreiras até o centro da cidade, à chamada Estação Minas, atual Praça da Estação de Belo Horizonte. Para Aarão Reis, chefe da Comissão, o único modo de fazer o transporte de material era por meio de malha férrea, devido os terrenos serem acidentados e pelo transporte de grande número de material. Antes das construções das linhas de trem, todo o deslocamento de pedras era feito por carroças de tração animal com a necessidade de fazer várias viagens para igualar o transporte movido por trens à vapor.

Mariquinha do Conde de Santa Marinha usada para transportar os materiais para a construção dos prédios de Belo Horizonte, 1994. Acervo Museu Histórico Abílio Barreto

O arrendatário da pedreira do Morro das Pedras, Antônio Teixeira Rodrigues, o conde de Santa Marinha, por exemplo, começou, em 5 de junho de 1896, a construção das estradas de ferro da pedreira por ele arrendada até o centro da cidade. Por ali, circulou a sua locomotiva a vapor, a Mariquinha, que, atualmente, está exposta no pátio externo do Museu Histórico Abílio Barreto, juntamente de outros objetos da coleção “Transportes”. Esse passo inicial fez com que a Comissão Construtora encomendasse da Europa, bitolas, linhas de vagonetes e todo o material necessário para criar as linhas ferroviárias ligando as pedreiras ao centro de Belo Horizonte.
O principal ramal férreo da cidade, que ligava a estação General Carneiro até a Estação Central de Belo Horizonte, foi construída em 1895. A partir da criação da linha férrea central, novos ramais ligando as pedreiras até o centro da cidade foram construídos. Partindo da Praça da Liberdade, no dia 5 de abril de 1896, foi inaugurada a via férrea para a pedreira do Acaba Mundo. Na mesma época, o ramal da pedreira do Morro das Pedras foi inaugurado seguindo até a Cantaria da Comissão Construtora.
O ramal do Morro das Pedras se encontrava com a linha das pedreiras da Lagoinha e Prado Lopes, também construídas em 1896, que iam para o mesmo destino, a Praça Belo Horizonte. A pedreira do Carapuça, primeira a ter o leito completo de trilhos de trem, finalizado em 12 de novembro de 1895, tinha destino final na oficina do conde de Santa Marinha, próximo à Avenida Amazonas.
Do início dos transportes a vapor, em novembro de 1895, até julho do ano seguinte foram transportadas cerca de 108 mil toneladas de pedras das pedreiras para a construção de casas na cidade até julho de 1897. Para fazer todo o serviço foram necessários o uso de sete locomotivas. Seis de compra da Comissão Construtora e uma de propriedade do Conde de Santa Marinha, a máquina Mariquinha.
O mapa abaixo foi criado em base nas descrições feitas pelo historiador Abílio Barreto em seu livro “Belo Horizonte, memória histórica e descritiva – História Média” mostrando todo o traçado férreo do ponto central até as principais pedreiras da capital.

Traçado da linha do ramal férreo urbano de Belo Horizonte, da CCNC, em que trafegaram as 06 locomotivas do estado e a Mariquinha do Conde de Santa Marinha, 1965. Autoria: Haroldo Galliac. Acervo Museu Histórico Abílio Barreto

## As principais pedreiras

### Acaba Mundo
A pedreira do Acaba Mundo, localizada na região Sul da cidade, foi importante fonte de mármore, responsável pela alvenaria, e calcário, extraído para a produção de cantarias e molduras. Próximo a esta pedreira estava localizada também a pedreira do Calcário que ficava, como escreveu Abílio Barreto, no recôncavo do Acaba Mundo. Na década de 1950, com o exaurimento da pedreira, uma nova extração começou na região, dessa vez de dolomita, mineral responsável para criação de vidros e outros objetos refratários. A retirada de dolomita continuou por décadas e só foi interrompida no ano de 2012.
Com o crescimento demográfico da região e o esgotamento da pedreira, foi criada uma favela naquela área, a Vila Acaba Mundo, cuja ocupação começou nos anos 1940, associado à instalação de uma mineradora na região da Lagoa Seca. Muitos dos trabalhadores, vindos do interior para as atividades de extração, estabeleceram moradia ali. Com as enchentes em Belo Horizonte em 1979, a ocupação teria se expandido, devido a chegada de pessoas em busca de uma solução de habitação.

### Carapuça
A pedreira da Carapuça foi outra importante fonte de material para a construção das primeiras casas e edifícios de Belo Horizonte. Arrendada pelo Sr. José D’Ávila Goulart, ela se localizava na região Leste da capital. Em toda sua extração foram fornecidos 1.185.200 metros cúbicos de pedras à Comissão Construtora da Nova Capital e 226.700 metros cúbicos para empreiteiras privada.
Hoje, a região cobre a Vila São Rafael. Seus primeiros moradores foram trabalhadores da pedreira que começaram a habitar a região na década de 1930. O nome do aglomerado se deu devido à instalação da Escola Municipal São Rafael, em 1970. Antes da instalação da escola, a região era conhecida como favela Gogó da Ema. Atualmente sua população é de 1.159 habitantes segundo dados da Companhia Urbanizadora e de Habitação de Belo Horizonte (URBEL).

### Lagoinha
A pedreira da Lagoinha foi responsável para extração de pedras para o alicerce das novas moradias da capital. Ela está localizada em frente à pedreira Prado Lopes, região Noroeste de Belo Horizonte. Atualmente, o bairro Concórdia ocupa a antiga área de extração de matéria prima. Em 1896, as obras de assentamento da linha férrea, com extensão de 1,3 quilômetros, se iniciaram aumentando ainda mais os materiais para a construção das ruas, meios fios e moradias em Belo Horizonte.
Com a diminuição das atividades da pedreira da Lagoinha, na década de 1940, seu terreno foi convertido em campo de futebol de várzea, sendo ocupado pelo Pitangui Esporte Clube. Na década de 1960, o terreno foi doado à agremiação esportiva que se mantém no local até os dias de hoje.

### Morro das Pedras
Arrendada pelo Sr. Antônio Teixeira Rodrigues, a pedreira do Morro das Pedras foi utilizada para a extração de granito de fácil corte. De acordo com o ex-prefeito Cristiano Machado, a pedreira do Morro das Pedras foi a que gerou mais renda e mais produtos para a construção de Belo Horizonte. As pedras de lá extraídas foram usadas para construção das ruas de paralelepípedo e de calçadas para os pedestres.
Localizada na região Oeste da cidade, próximo ao Córrego das Piteiras, a região antes responsável por extração de material começou, a partir de 1935, a ter seus primeiros habitantes que seriam ex-moradores das favelas dos bairros Barroca e Santo Agostinho. O governo do então prefeito, Otacílio Negrão de Lima retirou os moradores desses locais e assinou um termo de doação de terras no Morro das Pedras. O processo de remoção dos moradores da favela do Leitão e da Barroca levou seus antigos habitantes para o Morro das Pedras criando o aglomerado com o mesmo nome da antiga pedreira.
A partir da década de 1950, os arredores do aglomerado do Morro das Pedras deu lugar a bairros nobres da cidade como o Gutierrez, Cidade jardim e Santa Lúcia. Com esse processo de criação de bairros de classe média e a implantação das avenidas Raja Gabaglia e Barão Homem de Melo impulsionaram remoções que afetaram a população do lugar.
De acordo com a URBEL hoje o Aglomerado conta com oito vilas e favelas que são: Chácara Leonina, Leonina, Pantanal, Santa Sofia, São Jorge I, São Jorge II, São Jorge III e a Vila Antena. A área total do aglomerado se dá em 849.149 m² com uma população total de 16.729 habitantes.

### Pedreira Prado Lopes

Passagem aberta na Pedreira Prado Lopes, 1942. Acervo Museu Histórico Abílio Barreto

A Pedreira Prado Lopes tem seu nome em alusão ao ex-membro da Comissão Construtora da Nova Capital, Antônio Prado Lopes Pereira, que assumiu a coordenação de extração da pedreira nos anos iniciais da fundação de Belo Horizonte. Antes denominada Pedreira da Viação começou seus trabalhos em julho de 1896 com transporte de pedras em troles para o calçamento das ruas de dentro do traçado urbano da cidade.
O principal material extraído da região era o granito. A extração começou na mesma época da criação da capital. Antônio Prado Lopes também era dono da construtora Prado Lopes, responsável pela construção de alguns dos prédios públicos da capital. Logo, era importante a administração de alguma pedreira da cidade.
Além da relevância para a construção civil, a região foi importante área de ocupação de novos moradores migrantes do interior do estado em busca de melhores condições de vida. A ocupação da pedreira não foi condenada pela prefeitura pois o que interessava naquele momento era maior mão de obra para erguer a cidade em menor tempo possível.
Com essa ocupação inicial de operários a Pedreira Prado Lopes virou um aglomerado e é considerada a primeira favela de Belo Horizonte. Mesmo com algumas remoções que, segundo as autoridades do governo municipal, eram necessários para melhorar a infraestrutura da cidade, o aglomerado persiste até hoje na região Noroeste de Belo Horizonte.
Localizada na região Noroeste de Belo Horizonte a pedreira hoje tem uma área total de 140.441 m² e uma população de 4.410 habitantes segundo dados da URBEL.